# بورسلینگن
بورسلینگن (به آلمانی: Börslingen) یک شهر در آلمان است که در الب-دانو-کریس واقع شده‌است. بورسلینگن ۱۶۳ نفر جمعیت دارد.